# Austria na World Games 2017
Austria na World Games 2017 reprezentowana była przez 45 zawodników. W konkurencjach oficjalnych zdobyli 5 medali, zaś w pokazowych -3. Łącznie zdobyli 8 medali: 3 złote, 2 srebrne i 3 brązowe. 

## Medaliści
| Zawodnik           | Dyscyplina          | Konkurencja        | Rezultat |
| ------------------ | ------------------- | ------------------ | -------- |
| Anna Berger        | Ergometr wioślarski | waga lekka, 2000 m |          |
| Sebastian Vosta    | Ju jitsu            | duet mężczyzn      |          |
| Nicolaus Bichler   | Ju jitsu            | duet mężczyzn      |          |
| Mirneta Becirovic  | Ju jitsu            | duet kobiet        |          |
| Mirnesa Becirovic  | Ju jitsu            | duet kobiet        |          |
| Florian Berg       | Ergometr wioślarski | waga lekka, 2000 m |          |
| Alisa Buchinger    | Karate              | kumite, do 68 kg   |          |
| Jean Andrioli      | Fistball            | mężczyźni          |          |
| Bela Gschwandtner  | Fistball            | mężczyźni          |          |
| Gustav Gürtler     | Fistball            | mężczyźni          |          |
| Manuel Helmberger  | Fistball            | mężczyźni          |          |
| Simon Lugmair      | Fistball            | mężczyźni          |          |
| Julian Payrleitner | Fistball            | mężczyźni          |          |
| Martin Pühringer   | Fistball            | mężczyźni          |          |
| Klaus Thaller      | Fistball            | mężczyźni          |          |
| Elias Walchshofer  | Fistball            | mężczyźni          |          |
| Stefan Wohlfahrt   | Fistball            | mężczyźni          |          |
| Gunther Baur       | Petanque            | podwójne Raffa     |          |
| Philipp Wolfgang   | Petanque            | podwójne Raffa     |          |
| Magdalena Lobnig   | Ergometr wioślarski | open, 2000 m       |          |